# Universo (singolo Lodovica Comello)
Universo è un singolo discografico della cantante italiana Lodovica Comello, pubblicato nel 2013 da Sony Music, MAS e Poltronissima.

## Il singolo
Durante il mese di ottobre 2013 viene annunciata la messa in vendita del primo album della cantante, Universo e il lancio del primo singolo omonimo al disco che esce nelle stazioni radiofoniche il 31 ottobre. La pubblicazione viene confermata tramite un video della stessa Comello pubblicato sulla piattaforma YouTube. Il video è stato girato nel settembre e vede la partecipazione di due fan della cantante.
Nel disco sono presenti quattro versioni di Universo: due versioni unplugged una in italiano e una in spagnolo, una originale in spagnolo e una strumentale. Il testo prende spunto dal film "Flashdance", in quanto parla di soddisfare i propri desideri e sogni.
La canzone viene presentata il 24 novembre durante la trasmissione di Rai 2 "Quelli che il calcio" e nel 2015 con il Lodovica World Tour. Viene anche inserita nella compilation Bravo Hits, pubblicata in Portogallo.

## Tracce
Testi e musiche di Fabio Serri, Daniele Luppino.
1. Lodovica Comello – Universo (Versione spagnola) – 3:47
2. Lodovica Comello – Universo (Versione strumentale) – 3:47
3. Lodovica Comello – Universo (Versione unplugged) – 4:29
4. Lodovica Comello – Universo (Versione unplugged in italiano) – 4:29

## Date di pubblicazione
| Paese     | Data di uscita  | Note  |
| --------- | --------------- | ----- |
| Italia    | 31 ottobre 2013 | [ 6 ] |
| Argentina | 31 ottobre 2013 | [ 7 ] |
| Spagna    | 31 ottobre 2013 |       |